# وارويك رايت
وارويك رايت (بالإنجليزية: Warwick Wright)‏ هو لاعب هوكي الحقل نيوزيلندي، ولد في 1946.

## وصلات خارجية
- وارويك رايت على موقع اللجنة الأولمبية الدولية (الإنجليزية)
- وارويك رايت على موقع أوليمبيديا (الإنجليزية)
- وارويك رايت على موقع اللجنة الأولمبية النيوزيلندية (الإنجليزية)